# Wereldbeker zwemmen 2010
De wereldbeker zwemmen 2010 was een serie van zeven wedstrijden die gehouden werden van september tot en met november 2010 in zeven verschillende steden op drie verschillende continenten. Eindwinnaars waren de Braziliaan Thiago Pereira bij de mannen, en de Zweedse Therese Alshammar bij de vrouwen.

## Kalender
| # | Data            | Locatie        | Resultaten |
| - | --------------- | -------------- | ---------- |
| 1 | 10-12 september | Rio de Janeiro | [ 1 ]      |
| 2 | 12/13 oktober   | Peking         | [ 2 ]      |
| 3 | 16/17 oktober   | Singapore      | [ 3 ]      |
| 4 | 20/21 oktober   | Tokio          | [ 4 ]      |
| 5 | 30/31 oktober   | Berlijn        | [ 5 ]      |
| 6 | 2/3 november    | Moskou         | [ 6 ]      |
| 7 | 6/7 november    | Stockholm      | [ 7 ]      |

## Klassementen

### Mannen
| Rang | Naam                  | Nationaliteit    | Punten (Bonuspunten) | Punten (Bonuspunten) | Punten (Bonuspunten) | Punten (Bonuspunten) | Punten (Bonuspunten) | Punten (Bonuspunten) | Punten (Bonuspunten) | Totaal |
| Rang | Naam                  | Nationaliteit    | RIO                  | PEK                  | SIN                  | TOK                  | BER                  | MOS                  | STO                  | Totaal |
| ---- | --------------------- | ---------------- | -------------------- | -------------------- | -------------------- | -------------------- | -------------------- | -------------------- | -------------------- | ------ |
| 1    | Thiago Pereira        | Brazilië         | 25                   | 25                   | 25                   | 13                   | 25                   | 25                   | 40                   | 178    |
| 2    | Darian Townsend       | Zuid-Afrika      | –                    | 20                   | 16                   | 7                    | 13                   | 20                   | 50                   | 126    |
| 3    | Roland Mark Schoeman  | Zuid-Afrika      | –                    | 5                    | 10                   | 5                    | 20                   | 2                    | 32                   | 74     |
| 4    | Peter Marshall        | Verenigde Staten | –                    | 16                   | 3                    | –                    | 2                    | –                    | 26                   | 47     |
| 5    | Naoya Tomita          | Japan            | –                    | 13                   | 7                    | 16                   | –                    | –                    | –                    | 36     |
| 6    | Henrique Rodrigues    | Brazilië         | 20                   | –                    | –                    | –                    | –                    | –                    | 6                    | 26     |
| 7    | Takeshi Matsuda       | Japan            | –                    | –                    | –                    | 25                   | –                    | –                    | –                    | 25     |
| 8    | Cameron van der Burgh | Zuid-Afrika      | –                    | 10                   | 13                   | –                    | –                    | –                    | –                    | 23     |
| 9    | Markus Rogan          | Oostenrijk       | –                    | –                    | –                    | 20                   | –                    | –                    | –                    | 20     |
| 9    | Brian Johns           | Canada           | –                    | –                    | 20                   | –                    | –                    | –                    | –                    | 20     |
| 9    | Sébastien Rouault     | Frankrijk        | –                    | –                    | –                    | –                    | –                    | –                    | 20                   | 20     |
| 12   | Steffen Deibler       | Duitsland        | 16                   | –                    | –                    | 2                    | 1                    | –                    | –                    | 19     |
| 13   | Markus Deibler        | Duitsland        | –                    | –                    | –                    | –                    | 16                   | –                    | –                    | 16     |
| 13   | Danila Izotov         | Rusland          | –                    | –                    | –                    | –                    | –                    | 16                   | –                    | 16     |
| 15   | Arkadi Vjatsjanin     | Rusland          | –                    | –                    | –                    | –                    | 5                    | 10                   | –                    | 15     |
| 16   | Paul Biedermann       | Duitsland        | –                    | –                    | –                    | –                    | –                    | –                    | 14                   | 14     |
| 17   | Felipe França         | Brazilië         | 13                   | –                    | –                    | –                    | –                    | –                    | –                    | 13     |
| 18   | Stanislav Donets      | Rusland          | –                    | –                    | –                    | –                    | –                    | 13                   | –                    | 13     |
| 19   | David Verrasztó       | Hongarije        | –                    | –                    | –                    | –                    | 10                   | –                    | –                    | 10     |
| 19   | Daiya Seto            | Japan            | –                    | –                    | –                    | 3                    | 7                    | –                    | –                    | 10     |
| 19   | Ryo Tateishi          | Japan            | –                    | –                    | –                    | 10                   | –                    | –                    | –                    | 10     |
| 19   | Randall Bal           | Verenigde Staten | 10                   | –                    | –                    | –                    | –                    | –                    | –                    | 10     |
| 19   | Yannick Agnel         | Frankrijk        | –                    | –                    | –                    | –                    | –                    | –                    | 10                   | 10     |
| 19   | Kazuki Otsuka         | Japan            | 5                    | 3                    | 2                    | –                    | –                    | –                    | –                    | 10     |

### Vrouwen
| Rang | Naam                | Nationaliteit    | Punten (Bonuspunten) | Punten (Bonuspunten) | Punten (Bonuspunten) | Punten (Bonuspunten) | Punten (Bonuspunten) | Punten (Bonuspunten) | Punten (Bonuspunten) | Totaal |
| Rang | Naam                | Nationaliteit    | RIO                  | PEK                  | SIN                  | TOK                  | BER                  | MOS                  | STO                  | Totaal |
| ---- | ------------------- | ---------------- | -------------------- | -------------------- | -------------------- | -------------------- | -------------------- | -------------------- | -------------------- | ------ |
| 1    | Therese Alshammar   | Zweden           | 25                   | 5                    | 25                   | 25                   | 16                   | 16                   | 50                   | 162    |
| 2    | Julia Smit          | Verenigde Staten | –                    | 10                   | 20                   | 20                   | 13                   | 25                   | 40                   | 128    |
| 3    | Hinkelien Schreuder | Nederland        | 10                   | 3                    | 13                   | 1                    | 10                   | 13                   | 10                   | 60     |
| 4    | Dana Vollmer        | Verenigde Staten | –                    | –                    | –                    | –                    | 25                   | –                    | 20                   | 45     |
| 5    | Angie Bainbridge    | Verenigde Staten | –                    | –                    | –                    | –                    | 7                    | –                    | 26                   | 33     |
| 6    | Camille Muffat      | Frankrijk        | –                    | –                    | –                    | –                    | –                    | –                    | 32                   | 32     |
| 7    | Elaine Breeden      | Verenigde Staten | –                    | 2                    | 3                    | 10                   | –                    | 7                    | 6                    | 28     |
| 8    | Gao Chang           | China            | –                    | 25                   | –                    | –                    | –                    | –                    | –                    | 25     |
| 9    | Femke Heemskerk     | Nederland        | –                    | –                    | –                    | –                    | 20                   | –                    | –                    | 20     |
| 9    | Liu Jing            | China            | –                    | 20                   | –                    | –                    | –                    | –                    | –                    | 20     |
| 9    | Veronika Popova     | Rusland          | –                    | –                    | –                    | –                    | –                    | 20                   | –                    | 20     |
| 9    | Gabriella Silva     | Brazilië         | 20                   | –                    | –                    | –                    | –                    | –                    | –                    | 20     |
| 13   | Belinda Hocking     | Australië        | –                    | –                    | –                    | –                    | 5                    | –                    | 14                   | 19     |
| 14   | Zhu Qianwei         | China            | –                    | 16                   | –                    | –                    | –                    | –                    | –                    | 16     |
| 14   | Aya Terakawa        | Japan            | –                    | –                    | –                    | 16                   | –                    | –                    | –                    | 16     |
| 14   | Li Tao              | Singapore        | –                    | –                    | 16                   | –                    | –                    | –                    | –                    | 16     |
| 14   | Sakiko Nakamura     | Japan            | 16                   | –                    | –                    | –                    | –                    | –                    | –                    | 16     |
| 18   | Ye Shiwen           | China            | –                    | 13                   | –                    | –                    | –                    | –                    | –                    | 13     |
| 18   | Haruka Ueda         | Japan            | –                    | –                    | –                    | 13                   | –                    | –                    | –                    | 13     |
| 18   | Miyuki Takemura     | Japan            | 13                   | –                    | –                    | –                    | –                    | –                    | –                    | 13     |

## Dagzeges

### Vrije slag

#### 50 meter
| Wedstrijd         | Mannen               | Mannen | Mannen | Vrouwen             | Vrouwen | Vrouwen |
| Wedstrijd         | Winnaar              | Land   | Tijd   | Winnaar             | Land    | Tijd    |
| ----------------- | -------------------- | ------ | ------ | ------------------- | ------- | ------- |
| #1:Rio de Janeiro | César Cielo Filho    | BRA    | 21,16  | Therese Alshammar   | SWE     | 24,46   |
| #2:Peking         | Roland Mark Schoeman | RSA    | 21,47  | Therese Alshammar   | SWE     | 24,04   |
| #3:Singapore      | Steffen Deibler      | GER    | 21,41  | Hinkelien Schreuder | NED     | 23,98   |
| #4:Tokio          | Kyle Richardson      | AUS    | 21,42  | Hinkelien Schreuder | NED     | 24,09   |
| #5:Berlijn        | Roland Mark Schoeman | RSA    | 21,01  | Hinkelien Schreuder | NED     | 24,06   |
| #6:Moskou         | Roland Mark Schoeman | RSA    | 21,50  | Hinkelien Schreuder | NED     | 24,39   |
| #7:Stockholm      | Roland Mark Schoeman | RSA    | 21,30  | Hinkelien Schreuder | NED     | 23,91   |

#### 100 meter
| Wedstrijd         | Mannen            | Mannen | Mannen | Vrouwen               | Vrouwen | Vrouwen |
| Wedstrijd         | Winnaar           | Land   | Tijd   | Winnaar               | Land    | Tijd    |
| ----------------- | ----------------- | ------ | ------ | --------------------- | ------- | ------- |
| #1:Rio de Janeiro | César Cielo Filho | BRA    | 47,16  | Tatiana Lemos Barbosa | BRA     | 54,20   |
| #2:Peking         | Lyndon Ferns      | RSA    | 47,70  | Ye Shiwen             | CHN     | 53,66   |
| #3:Singapore      | Kyle Richardson   | AUS    | 47,40  | Kotuku Ngawati        | AUS     | 53,55   |
| #4:Tokio          | Kyle Richardson   | AUS    | 47,26  | Marieke Guehrer       | AUS     | 53,17   |
| #5:Berlijn        | Steffen Deibler   | GER    | 46,69  | Femke Heemskerk       | NED     | 51,96   |
| #6:Moskou         | Lyndon Ferns      | RSA    | 47,46  | Jeanette Ottesen      | DEN     | 53,63   |
| #7:Stockholm      | Stefan Nystrand   | SWE    | 47,07  | Sarah Sjöström        | SWE     | 53,13   |

#### 200 meter
| Wedstrijd         | Mannen          | Mannen | Mannen  | Vrouwen               | Vrouwen | Vrouwen |
| Wedstrijd         | Winnaar         | Land   | Tijd    | Winnaar               | Land    | Tijd    |
| ----------------- | --------------- | ------ | ------- | --------------------- | ------- | ------- |
| #1:Rio de Janeiro | Thiago Pereira  | BRA    | 1.45,28 | Tatiana Lemos Barbosa | BRA     | 1.58,08 |
| #2:Peking         | Darian Townsend | RSA    | 1.44,27 | Zhu Qianwei           | CHN     | 1.54,32 |
| #3:Singapore      | Darian Townsend | RSA    | 1.44,30 | Zhang Jiaqi           | CHN     | 1.56,95 |
| #4:Tokio          | Takeshi Matsuda | JPN    | 1.43,93 | Haruka Ueda           | JPN     | 1.54,43 |
| #5:Berlijn        | Paul Biedermann | GER    | 1.44,36 | Femke Heemskerk       | NED     | 1.52,42 |
| #6:Moskou         | Danila Izotov   | RUS    | 1.42,77 | Veronika Popova       | RUS     | 1.55,25 |
| #7:Stockholm      | Paul Biedermann | GER    | 1.43,03 | Camille Muffat        | FRA     | 1.53,74 |

#### 400 meter
| Wedstrijd         | Mannen           | Mannen | Mannen  | Vrouwen          | Vrouwen | Vrouwen |
| Wedstrijd         | Winnaar          | Land   | Tijd    | Winnaar          | Land    | Tijd    |
| ----------------- | ---------------- | ------ | ------- | ---------------- | ------- | ------- |
| #1:Rio de Janeiro | Kenichi Doki     | JPN    | 3.47,20 | Sakiko Nakamura  | JPN     | 4.06,73 |
| #2:Peking         | Zhang Zhongchao  | CHN    | 3.46,00 | Liu Jing         | CHN     | 4.00,55 |
| #3:Singapore      | Dominik Meichtry | SUI    | 3.44,32 | Melissa Ingram   | NZL     | 4.05,91 |
| #4:Tokio          | Sho Uchida       | JPN    | 3.43,38 | Haruka Ueda      | JPN     | 4.06,57 |
| #5:Berlijn        | Paul Biedermann  | GER    | 3.42,31 | Angie Bainbridge | AUS     | 4.02,82 |
| #6:Moskou         | Pál Joensen      | FRO    | 3.45,56 | Jelena Sokolova  | RUS     | 4.07,44 |
| #7:Stockholm      | Paul Biedermann  | GER    | 3.41,27 | Camille Muffat   | FRA     | 4.01,18 |

#### 1500/800 meter
| Wedstrijd         | Mannen            | Mannen | Mannen   | Vrouwen             | Vrouwen | Vrouwen |
| Wedstrijd         | Winnaar           | Land   | Tijd     | Winnaar             | Land    | Tijd    |
| ----------------- | ----------------- | ------ | -------- | ------------------- | ------- | ------- |
| #1:Rio de Janeiro | Lucas Kanieski    | BRA    | 14.53,19 | Sakiko Nakamura     | JPN     | 8.27,53 |
| #2:Peking         | Zhang Zibin       | CHN    | 15.05,59 | Ren Luomeng         | CHN     | 8.28,41 |
| #3:Singapore      | Lucas Kanieski    | BRA    | 14.45,65 | Jessica Pengelly    | RSA     | 8.30,22 |
| #4:Tokio          | Sho Uchida        | JPN    | 14.54,38 | Maiko Fujino        | JPN     | 8.26,24 |
| #5:Berlijn        | Job Kienhuis      | NED    | 14.40,11 | Kristel Köbrich     | CHI     | 8.21,66 |
| #6:Moskou         | Pál Joensen       | FRO    | 14.50,66 | Elizaveta Gorsjkova | RUS     | 8.29,42 |
| #7:Stockholm      | Sébastien Rouault | FRA    | 14.37,94 | Lotte Friis         | DEN     | 8.20,66 |

### Rugslag

#### 50 meter
| Wedstrijd         | Mannen           | Mannen | Mannen | Vrouwen           | Vrouwen | Vrouwen |
| Wedstrijd         | Winnaar          | Land   | Tijd   | Winnaar           | Land    | Tijd    |
| ----------------- | ---------------- | ------ | ------ | ----------------- | ------- | ------- |
| #1:Rio de Janeiro | Randall Bal      | USA    | 23,46  | Miyuki Takemura   | JPN     | 27,12   |
| #2:Peking         | Peter Marshall   | USA    | 23,38  | Gao Chang         | CHN     | 26,00   |
| #3:Singapore      | Peter Marshall   | USA    | 23,57  | Rachel Goh        | AUS     | 26,64   |
| #4:Tokio          | Junya Koga       | JPN    | 23,58  | Aya Terakawa      | JPN     | 26,66   |
| #5:Berlijn        | Peter Marshall   | USA    | 23,44  | Belinda Hocking   | AUS     | 26,99   |
| #6:Moskou         | Stanislav Donets | RUS    | 23,75  | Anastasia Zoejeva | RUS     | 27,20   |
| #7:Stockholm      | Peter Marshall   | USA    | 23,35  | Belinda Hocking   | AUS     | 27,42   |

#### 100 meter
| Wedstrijd         | Mannen           | Mannen | Mannen | Vrouwen          | Vrouwen | Vrouwen |
| Wedstrijd         | Winnaar          | Land   | Tijd   | Winnaar          | Land    | Tijd    |
| ----------------- | ---------------- | ------ | ------ | ---------------- | ------- | ------- |
| #1:Rio de Janeiro | Guilherme Guido  | BRA    | 51,44  | Miyuki Takemura  | JPN     | 58,01   |
| #2:Peking         | Guilherme Guido  | BRA    | 50,90  | Gao Chang        | CHN     | 57,45   |
| #3:Singapore      | Guilherme Guido  | BRA    | 51,16  | Natalie Coughlin | USA     | 57,78   |
| #4:Tokio          | Peter Marshall   | USA    | 50,94  | Aya Terakawa     | JPN     | 56,90   |
| #5:Berlijn        | Randall Bal      | USA    | 51,34  | Femke Heemskerk  | NED     | 57,72   |
| #6:Moskou         | Stanislav Donets | RUS    | 50,87  | Daryna Zevina    | UKR     | 58,92   |
| #7:Stockholm      | Peter Marshall   | USA    | 50,79  | Belinda Hocking  | AUS     | 58,18   |

#### 200 meter
| Wedstrijd         | Mannen            | Mannen | Mannen  | Vrouwen         | Vrouwen | Vrouwen |
| Wedstrijd         | Winnaar           | Land   | Tijd    | Winnaar         | Land    | Tijd    |
| ----------------- | ----------------- | ------ | ------- | --------------- | ------- | ------- |
| #1:Rio de Janeiro | Arkadi Vjatsjanin | RUS    | 1.51,92 | Miyuki Takemura | JPN     | 2.06,24 |
| #2:Peking         | Arkadi Vjatsjanin | RUS    | 1.52,42 | Julia Smit      | USA     | 2.06,29 |
| #3:Singapore      | Arkadi Vjatsjanin | RUS    | 1.52,99 | Melissa Ingram  | NZL     | 2.03,99 |
| #4:Tokio          | Ryosuke Irie      | JPN    | 1.50,58 | Aya Terakawa    | JPN     | 2.03,62 |
| #5:Berlijn        | Arkadi Vjatsjanin | RUS    | 1.49,48 | Belinda Hocking | AUS     | 2.03,99 |
| #6:Moskou         | Arkadi Vjatsjanin | RUS    | 1.51,44 | Daryna Zevina   | UKR     | 2.05,50 |
| #7:Stockholm      | Arkadi Vjatsjanin | RUS    | 1.51,78 | Belinda Hocking | AUS     | 2.03,43 |

### Schoolslag

#### 50 meter
| Wedstrijd         | Mannen                | Mannen | Mannen | Vrouwen          | Vrouwen | Vrouwen |
| Wedstrijd         | Winnaar               | Land   | Tijd   | Winnaar          | Land    | Tijd    |
| ----------------- | --------------------- | ------ | ------ | ---------------- | ------- | ------- |
| #1:Rio de Janeiro | Felipe França         | BRA    | 26,56  | Joline Höstman   | SWE     | 31,38   |
| #2:Peking         | Cameron van der Burgh | RSA    | 26,36  | Jennie Johansson | SWE     | 30,68   |
| #3:Singapore      | Cameron van der Burgh | RSA    | 26,21  | Jessica Hardy    | USA     | 30,35   |
| #4:Tokio          | Roland Mark Schoeman  | RSA    | 26,42  | Jennie Johansson | SWE     | 30,47   |
| #5:Berlijn        | Roland Mark Schoeman  | RSA    | 26,09  | Joelia Jefimova  | RUS     | 30,16   |
| #6:Moskou         | Roland Mark Schoeman  | RSA    | 26,48  | Joelia Jefimova  | RUS     | 30,28   |
| #7:Stockholm      | Roland Mark Schoeman  | RSA    | 26,34  | Jennie Johansson | SWE     | 30,10   |

#### 100 meter
| Wedstrijd         | Mannen                 | Mannen | Mannen | Vrouwen          | Vrouwen | Vrouwen |
| Wedstrijd         | Winnaar                | Land   | Tijd   | Winnaar          | Land    | Tijd    |
| ----------------- | ---------------------- | ------ | ------ | ---------------- | ------- | ------- |
| #1:Rio de Janeiro | Felipe França          | BRA    | 57,64  | Joline Höstman   | SWE     | 1.07,44 |
| #2:Peking         | Cameron van der Burgh  | RSA    | 57,75  | Sun Ye           | CHN     | 1.06,18 |
| #3:Singapore      | Cameron van der Burgh  | RSA    | 57,82  | Jessica Hardy    | USA     | 1.06,49 |
| #4:Tokio          | Ryo Tateishi           | JPN    | 57,43  | Jessica Hardy    | USA     | 1.05,85 |
| #5:Berlijn        | Stanislav Lachtjoechov | RUS    | 58,47  | Joelia Jefimova  | RUS     | 1.05,54 |
| #6:Moskou         | Stanislav Lachtjoechov | RUS    | 58,92  | Joelia Jefimova  | RUS     | 1.06,50 |
| #7:Stockholm      | Stanislav Lachtjoechov | RUS    | 58,79  | Jennie Johansson | SWE     | 1.05,64 |

#### 200 meter
| Wedstrijd         | Mannen              | Mannen | Mannen  | Vrouwen               | Vrouwen | Vrouwen |
| Wedstrijd         | Winnaar             | Land   | Tijd    | Winnaar               | Land    | Tijd    |
| ----------------- | ------------------- | ------ | ------- | --------------------- | ------- | ------- |
| #1:Rio de Janeiro | Kazuki Otsuka       | JPN    | 2.05,60 | Joline Höstman        | SWE     | 2.26,51 |
| #2:Peking         | Naoya Tomita        | JPN    | 2.05,30 | Sun Ye                | CHN     | 2.21,80 |
| #3:Singapore      | Naoya Tomita        | JPN    | 2.05,43 | Nanaka Tamura         | JPN     | 2.22,74 |
| #4:Tokio          | Naoya Tomita        | JPN    | 2.03,18 | Rie Kaneto            | JPN     | 2.20,83 |
| #5:Berlijn        | Grigori Falko       | RUS    | 2.06,73 | Sally Foster          | AUS     | 2.20,82 |
| #6:Moskou         | Maksim Sjtsjerbakov | RUS    | 2.07,37 | Keiko Fukudome        | JPN     | 2.23,37 |
| #6:Moskou         | Andrej Kovalenko    | UKR    | 2.07,37 | Keiko Fukudome        | JPN     | 2.23,37 |
| #7:Stockholm      | Anton Lobanov       | RUS    | 2.06,85 | Rikke Møller Pedersen | DEN     | 2.20,39 |

### Vlinderslag

#### 50 meter
| Wedstrijd         | Mannen               | Mannen | Mannen | Vrouwen           | Vrouwen | Vrouwen |
| Wedstrijd         | Winnaar              | Land   | Tijd   | Winnaar           | Land    | Tijd    |
| ----------------- | -------------------- | ------ | ------ | ----------------- | ------- | ------- |
| #1:Rio de Janeiro | Steffen Deibler      | GER    | 22,49  | Therese Alshammar | SWE     | 25,35   |
| #2:Peking         | Roland Mark Schoeman | RSA    | 22,72  | Therese Alshammar | SWE     | 25,48   |
| #3:Singapore      | Roland Mark Schoeman | RSA    | 22,65  | Therese Alshammar | SWE     | 25,24   |
| #4:Tokio          | Roland Mark Schoeman | RSA    | 22,56  | Therese Alshammar | SWE     | 25,27   |
| #5:Berlijn        | Roland Mark Schoeman | RSA    | 22,39  | Therese Alshammar | SWE     | 25,28   |
| #6:Moskou         | Nikita Konovalov     | RUS    | 22,87  | Therese Alshammar | SWE     | 25,43   |
| #7:Stockholm      | Roland Mark Schoeman | RSA    | 22,49  | Therese Alshammar | SWE     | 25,30   |

#### 100 meter
| Wedstrijd         | Mannen              | Mannen | Mannen | Vrouwen           | Vrouwen | Vrouwen |
| Wedstrijd         | Winnaar             | Land   | Tijd   | Winnaar           | Land    | Tijd    |
| ----------------- | ------------------- | ------ | ------ | ----------------- | ------- | ------- |
| #1:Rio de Janeiro | Steffen Deibler     | GER    | 50,67  | Therese Alshammar | SWE     | 57,04   |
| #2:Peking         | Kohei Kawamoto      | JPN    | 50,78  | Therese Alshammar | SWE     | 56,80   |
| #3:Singapore      | Steffen Deibler     | GER    | 50,92  | Therese Alshammar | SWE     | 56,32   |
| #4:Tokio          | Steffen Deibler     | GER    | 50,43  | Therese Alshammar | SWE     | 56,12   |
| #5:Berlijn        | Jevgeni Korotysjkin | RUS    | 50,75  | Dana Vollmer      | USA     | 55,59   |
| #6:Moskou         | Jevgeni Korotysjkin | RUS    | 50,99  | Therese Alshammar | SWE     | 57,09   |
| #7:Stockholm      | Lars Frölander      | SWE    | 51,26  | Therese Alshammar | SWE     | 55,53   |

#### 200 meter
| Wedstrijd         | Mannen             | Mannen | Mannen  | Vrouwen         | Vrouwen | Vrouwen |
| Wedstrijd         | Winnaar            | Land   | Tijd    | Winnaar         | Land    | Tijd    |
| ----------------- | ------------------ | ------ | ------- | --------------- | ------- | ------- |
| #1:Rio de Janeiro | Leonardo De Deus   | BRA    | 1.53,78 | Joanna Maranhão | BRA     | 2.09,72 |
| #2:Peking         | Thiago Pereira     | BRA    | 1.56,21 | Elaine Breeden  | USA     | 2.05,33 |
| #3:Singapore      | Thiago Pereira     | BRA    | 1.53,90 | Elaine Breeden  | USA     | 2.05,44 |
| #4:Tokio          | Takeshi Matsuda    | JPN    | 1.50,64 | Elaine Breeden  | USA     | 2.04,54 |
| #5:Berlijn        | Frederico Castro   | BRA    | 1.53,65 | Elaine Breeden  | USA     | 2.05,38 |
| #6:Moskou         | Paweł Korzeniowski | POL    | 1.53,91 | Elaine Breeden  | USA     | 2.06,36 |
| #7:Stockholm      | Daiya Seto         | JPN    | 1.53,57 | Elaine Breeden  | USA     | 2.04,26 |

### Wisselslag

#### 100 meter
| Wedstrijd         | Mannen          | Mannen | Mannen | Vrouwen             | Vrouwen | Vrouwen |
| Wedstrijd         | Winnaar         | Land   | Tijd   | Winnaar             | Land    | Tijd    |
| ----------------- | --------------- | ------ | ------ | ------------------- | ------- | ------- |
| #1:Rio de Janeiro | Thiago Pereira  | BRA    | 52,35  | Hinkelien Schreuder | NED     | 1.00,65 |
| #2:Peking         | Darian Townsend | RSA    | 53,27  | Hinkelien Schreuder | NED     | 59,80   |
| #3:Singapore      | Thiago Pereira  | BRA    | 52,73  | Julia Smit          | USA     | 1.00,27 |
| #4:Tokio          | Thiago Pereira  | BRA    | 52,84  | Tomoko Hagiwara     | JPN     | 59,94   |
| #5:Berlijn        | Markus Deibler  | GER    | 52,17  | Hinkelien Schreuder | NED     | 59,29   |
| #6:Moskou         | Thiago Pereira  | BRA    | 53,12  | Hinkelien Schreuder | NED     | 1.00,17 |
| #7:Stockholm      | Sergej Fesikov  | RUS    | 52,81  | Hinkelien Schreuder | NED     | 59,70   |

#### 200 meter
| Wedstrijd         | Mannen          | Mannen | Mannen  | Vrouwen         | Vrouwen | Vrouwen |
| Wedstrijd         | Winnaar         | Land   | Tijd    | Winnaar         | Land    | Tijd    |
| ----------------- | --------------- | ------ | ------- | --------------- | ------- | ------- |
| #1:Rio de Janeiro | Thiago Pereira  | BRA    | 1.52,72 | Joanna Maranhão | BRA     | 2.12,56 |
| #2:Peking         | Thiago Pereira  | BRA    | 1.54,21 | Ye Shiwen       | CHN     | 2.08,87 |
| #3:Singapore      | Thiago Pereira  | BRA    | 1.53,45 | Julia Smit      | USA     | 2.08,14 |
| #4:Tokio          | Markus Rogan    | AUT    | 1.53,85 | Julia Smit      | USA     | 2.08,05 |
| #5:Berlijn        | Thiago Pereira  | BRA    | 1.52,81 | Julia Smit      | USA     | 2.07,64 |
| #6:Moskou         | Thiago Pereira  | BRA    | 1.54,26 | Julia Smit      | USA     | 2.08,56 |
| #7:Stockholm      | Darian Townsend | RSA    | 1.54,47 | Julia Smit      | USA     | 2.07,17 |

#### 400 meter
| Wedstrijd         | Mannen         | Mannen | Mannen  | Vrouwen         | Vrouwen | Vrouwen |
| Wedstrijd         | Winnaar        | Land   | Tijd    | Winnaar         | Land    | Tijd    |
| ----------------- | -------------- | ------ | ------- | --------------- | ------- | ------- |
| #1:Rio de Janeiro | Thiago Pereira | BRA    | 4.06,47 | Joanna Maranhão | BRA     | 4.40,20 |
| #2:Peking         | Thiago Pereira | BRA    | 4.14,03 | Ye Shiwen       | CHN     | 4.28,67 |
| #3:Singapore      | Thiago Pereira | BRA    | 4.02,82 | Julia Smit      | USA     | 4.28,72 |
| #4:Tokio          | Thiago Pereira | BRA    | 4.04,03 | Julia Smit      | USA     | 4.27,70 |
| #5:Berlijn        | Thiago Pereira | BRA    | 4.02,83 | Julia Smit      | USA     | 4.29,09 |
| #6:Moskou         | Thiago Pereira | BRA    | 4.07,06 | Julia Smit      | USA     | 4.31,45 |
| #7:Stockholm      | Thiago Pereira | BRA    | 4.04,62 | Julia Smit      | USA     | 4.28,59 |